# NGC 3160
NGC 3160 is een spiraalvormig sterrenstelsel in het sterrenbeeld Kleine Leeuw. Het hemelobject werd op 27 maart 1854 ontdekt door de Ierse astronoom William Parsons.

## Synoniemen
- UGC 5513
- MCG 7-21-23
- ZWG 211.24
- PGC 29830